# Víctor Aráuz
Víctor Aráuz (Buena Fé, Los Ríos, 18 de marzo de 1984) es actor de teatro, cine y televisión, director, guionista y profesor de actuación ecuatoriano, conocido por protagonizar la película Mejor no hablar de ciertas cosas, ser parte del elenco de Vivos de Teleamazonas y protagonizar la serie de televisión Los hijos de Don Juan tiempo después en la serie Cuatro Cuartos interpretando un doble papel el de los gemelos Santiestevan Alexander y Paul este último el antagonista principal de la serie.

## Biografía
Víctor Aráuz nació en la ciudad de Babahoyo pero creció en Buena Fe, un pueblo ubicado cerca de Quevedo, en la provincia de Los Ríos.  Realizó sus estudios primarios y secundarios en Buena Fe, teniendo allí su primer rol como actor dramático en el colegio, a la edad de 15 años. Luego de graduarse y pasar por un curso de actuación, pensó en desenvolverse como artista callejero, pero luego de pensar en que quería progresar más en el ámbito actoral, decidió, a la edad de 19 años, mudarse a Guayaquil.
Luego de buscar algún sitio donde aprender el oficio, ingresó al Instituto Superior de Estudios de Televisión (ITV), graduándose como técnico medio superior en Actuación y Dirección Escénica. Luego de terminar sus estudios en el ITV, tuvo una hija llamada Natalia.

## Carrera

### Televisión
Inició en la televisión con pequeños papeles en series, dramatizados y telenovelas. Su primera aparición fue a los 19 años en el dramatizado De la vida real de Ecuavisa. A la edad de 23 años, fue director del taller de teatro de actores para la serie de Ecuavisa, Súper Papá, donde interpretó a Ramiro, un mensajero. También fue parte de la telenovela, El Secreto de Toño Palomino.
En 2011 fue parte de La pareja feliz, con el papel de un loco llamado Lorenzo. Más tarde se unió al elenco del programa cómico Vivos de Teleamazonas, donde logró mayor notoriedad junto a David Reinoso y Flor María Palomeque. En Vivos interpretó en los sketch de El Cholito a La Michy, un personaje homosexual estereotipado con el que popularizó la palabra "escándalo". En dicho programa también interpretó a un payaso borracho de nombre Tilón, parodia de un payaso llamado Tolín quien es padre de la cantante mediática Estrellita Solitaria, papel por el cual se formó una polémica frente al gremio de payasos que criticaban dicho personaje. Fue parte de uno de los dramatizados de la serie dirigida por Peky Andino, Secretos de Ecuavisa, donde tuvo el papel de un detective drogadicto.
En 2015 protagonizó la comedia Los hijos de Don Juan en TC Televisión, compartiendo roles con Leonardo Moreira, José Urrutia, Issam Eskandar, María Fernanda Pérez, María Fernanda Ríos, entre otros En 2017 interpreta un doble papel en la telenovela de TC Televisión, Cuatro cuartos como el protagonista y el antagonista de la trama. En 2018 obtiene un rol estelar en el dramatizado Maleteados.
También participó con gran éxito en la segunda y tercera temporada de la serie Run Coyote Run de Gustavo Loza. Y una obra de teatro íntimo llamada Una luz más allá del lente del director Miguel Ángel Vázquez, en México. 
Ha inicios del 2020, Aráuz se encontraba haciendo cuarentena en México, la falta de trabajo hizo que creara junto con su amigo Álex Vizuete un canal de YouTube llamado DeQueVa!, un programa de entretenimiento.
En 2020 regresa a Ecuavisa y forma parte del elenco de la telenovela 3 familias en su sexta y última temporada, compartiendo roles con Martín Calle, Cecilia Cascante, Érika Vélez, Marcela Ruete, Miriam Murillo, Isidro Murillo entre otros. En ese mismo año inició su faceta como presentador en el programa cómico Feiknius, junto a David Reinoso y Álex Vizuete. 
En 2021 participó en la serie Juntos y revueltos, compartiendo créditos con David Reinoso, Érika Vélez, Ruth Coello y Marcelo Gálvez.
Desde 2022 conduce el programa de humor político El After, junto a Ave Jaramillo y Roy Maruri, en la pantalla de Teleamazonas.
Desde marzo de 2024, es el presentador de la versión ecuatoriana de ¡Ahora Caigo!, emitido por Teleamazonas.

### Teatro

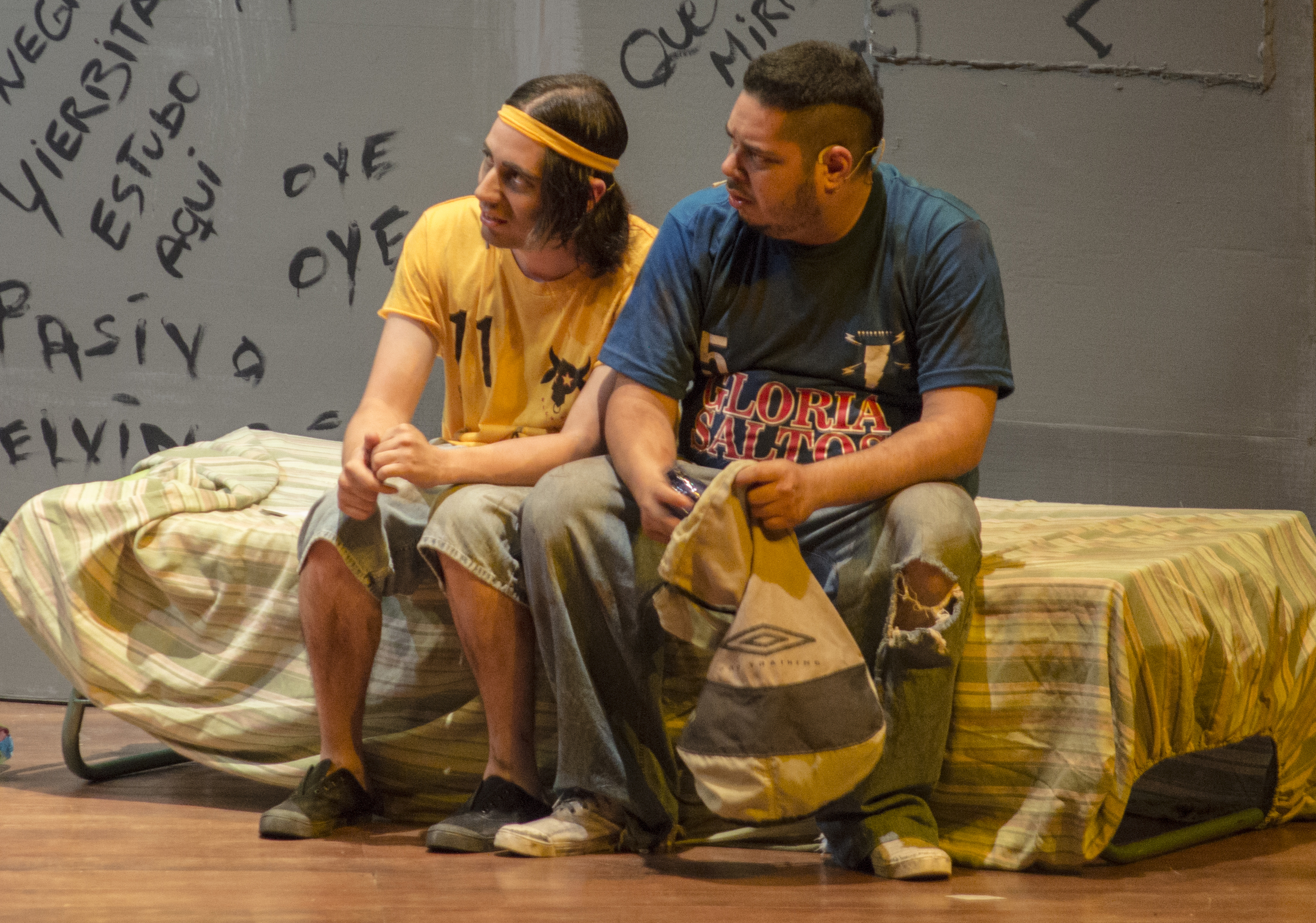
Víctor Aráuz y Fernando García en la obra Al sur del pozo en 2014.

En 2007 conforma el grupo teatral Actantes. Con dicho grupo ha realizado obras como Añicos, Las fachas engañan, No hay ladrón que por bien no venga, Ramón y Ramona y Shuaaa!!!.
Fue parte de Monologueros, una obra teatral realizada por Francisco Pinoargotti. También fue parte de la obra Perros de Jaime Tamariz, junto a David Reinoso.
En 2013 realizó un stand up comedy interpretando a su conocido personaje de La Michy, haciendo dupla con Flor María Palomeque quien interpreta a La Mofle.
Entre finales de 2013 y a lo largo de 2014, interpretó a un hincha de Barcelona junto a Fernando García como hincha de Emelec, Álex Vizuete como policía carcelero y Ney Calderón como el abogado de los hinchas en la obra teatral Al sur del pozo, producida por Jéssica Páez y escrita por Ernesto Landín.

### Cine
Su primera película fue Sin otoño, sin primavera de Iván Mora, donde interpretó el papel de burócrata. Fue uno de los protagonistas de la película Mejor no hablar de ciertas cosas de Javier Andrade, interpretando a Luis, un drogadicto que tiene una banda de rock, y quien junto a su hermano terminan por dejar a su padre en bancarrota, el cual termina falleciendo. En el 2016 interpretó a Víctor en la película Agujero Negro de Diego Araujo.
En 14 de noviembre de 2024 se estrenó la película Víctor Presidente, un falso documental en el que abarca temas como la ambición política con un toque de humor. En un principio tuvieron la idea de presentarlo como serie de televisión, pero tras presentarlo a Supercines decidieron hacerla un largometraje. La película se rodó en 5 días. 

### Música
Luego de la película Mejor no hablar de ciertas cosas, Aráuz conformó una banda de rock de cuatro integrantes llamada Los Propios, siendo la misma banda de la película, en la cual él es vocalista y escritor de las letras musicales, pese a no tener experiencia en la música, los demás integrantes quienes son experimentados en el ámbito musical, aportan con la creación de las melodías.

## Filmografía

### Televisión
| Año       | Título                      | Personajes                             | Notas        |
| --------- | --------------------------- | -------------------------------------- | ------------ |
| 2022      | 40 y 20                     | Leandra Alessandra                     | Cameo        |
| 2021      | Juntos y revueltos          | Dalemberg Chica                        | Principal    |
| 2021      | Juntos y revueltos          | Francisco José                         | Principal    |
| 2020      | 3 Familias                  | Víctor Ríos "Víctor Rivers"            | Protagonista |
| 2018-2020 | Run Coyote Run              | Asesor político                        |              |
| 2018      | Maleteados                  | Wagner Toro                            |              |
| 2017-2018 | Cuatro Cuartos              | Alexander Santiestevan Campos          | Protagonista |
| 2017-2018 | Cuatro Cuartos              | Paul Santiestevan Campos "Don Santana" | Protagonista |
| 2015-2016 | Los hijos de Don Juan       | Francisco "Paco" Silva                 | Protagonista |
| 2013      | Secretos                    | Ep. Donde estás Amor como David        | Invitado     |
| 2013-2015 | Vivos                       | Varios personajes                      |              |
| 2012-2014 | La pareja feliz             | Lorenzo                                | Estelar      |
| 2010      | Me enamoré de una Pelucona  | Mocho                                  |              |
| 2008      | El Secreto de Toño Palomino | Tito Izurieta                          |              |
| 2007      | Súper Papá                  | Ramiro                                 | Secundario   |

### Cine
| Año  | Título                           | Personaje   | Director          |
| ---- | -------------------------------- | ----------- | ----------------- |
| 2024 | Víctor Presidente                | Él mismo    | Jéssica Páez      |
| 2018 | Agujero Negro                    | Víctor      | Diego Araujo      |
| 2016 | Sin muertos no hay carnaval      | Gustavo Jr. | Sebastián Cordero |
| 2012 | Mejor no hablar de ciertas cosas | Luis Chávez | Javier Andrade    |
| 2012 | Sin otoño, sin primavera         | Enternado   | Iván Mora Manzano |

### Programas
- (2024-2025) ¡Ahora Caigo! - Presentador (Teleamazonas)
- (2022) Erizos - Miniserie digital
- (2022-presente) El After - Presentador (Teleamazonas)
- (2021-2023) Rebélite - Microserie digital
- (2020-presente) DeQueVa! - Presentador (Youtube)
- (2020) Feik Nius - Presentador (TC Televisión)

### Obras de teatro
- Michy Melo & Tita
- Absolutamente comprometidos
- Incaducables 2
- Macho que se respeta 2
- Engrapados
- Inocentadas
- Macho que se respeta
- Añicos
- Las fachas engañan
- No hay ladrón que por bien no venga
- Ramón y Ramona
- Shuaaa!!!
- Monologueros
- Perros
- Toda esta larga noche
- Al sur del pozo

### Internet
| Año  | Título                  | Personaje | Notas    | Plataforma         |
| ---- | ----------------------- | --------- | -------- | ------------------ |
| 2015 | Enchufe.tv              | Varios    | Invitado | YouTube            |
| 2015 | Solteros sin compromiso | Él mismo  | Invitado | YouTube / CNT Play |